# Tour de Romandía 2019
La 73.ª edición del Tour de Romandía fue una carrera de ciclismo en ruta por etapas que se celebró entre el 30 de abril y el 5 de mayo de 2019 con inicio en la ciudad de Neuchâtel y final en la ciudad de Ginebra (Suiza). El recorrido constó de un prólogo y 5 etapas sobre una distancia total de 699,52 km.
La carrera formó parte del circuito UCI WorldTour 2019, siendo la vigésima primera competición del calendario de máxima categoría mundial. El vencedor final fue el esloveno Primož Roglič del Jumbo-Visma seguido del portugués Rui Costa del UAE Emirates y el británico Geraint Thomas del INEOS.

## Equipos participantes
Tomaron la partida un total de 20 equipos, de los cuales asisten por derecho propio los 18 equipos de categoría UCI WorldTeam y 1 equipo de categoría Profesional Continental invitado por la organización de la carrera, así como la selección nacional de Suiza, quienes conformaron un pelotón de 140 ciclistas de los cuales terminaron 112. Los equipos participantes fueron:
| WorldTeams (18)- AG2R La Mondiale - Astana - Bahrain-Merida - Bora-hansgrohe - CCC Team - Deceuninck-Quick Step - Dimension Data - EF Education First - Groupama-FDJ - Team Jumbo-Visma - Katusha-Alpecin - Lotto Soudal - Mitchelton-Scott - Movistar Team - Ineos - Team Sunweb - Trek-Segafredo - UAE Team Emirates Equipo continental profesional- Wanty-Groupe Gobert Equipo nacional- Suiza |
| |

## Etapas
| Etapa     | Fecha     | Recorrido                     | type                    | Distancia (km) | Ganador       | Líder         |
| --------- | --------- | ----------------------------- | ----------------------- | -------------- | ------------- | ------------- |
| Prólogo   | 30 de abr | Neuchâtel – Neuchâtel         | prólogo                 | 3,87           | Jan Tratnik   | Jan Tratnik   |
| 1.ª etapa | 1 de may  | Neuchâtel – La Chaux-de-Fonds | etapa de media montaña  | 168,4          | Primož Roglič | Primož Roglič |
| 2.ª etapa | 2 de may  | Le Locle – Morges             | etapa de media montaña  | 174,4          | Stefan Küng   | Primož Roglič |
| 3.ª etapa | 3 de may  | Romont – Romont               | etapa de montaña        | 160            | David Gaudu   | Primož Roglič |
| 4.ª etapa | 4 de may  | Lucens – Torgon               | etapa de montaña        | 107,6          | Primož Roglič | Primož Roglič |
| 5.ª etapa | 5 de may  | Ginebra – Ginebra             | contrarreloj individual | 16,85          | Primož Roglič | Primož Roglič |

## Desarrollo de la carrera

### Prólogo
| Neuchâtel - Neuchâtel | prólogo | (3,87 km) |

| \| Clasificación de la etapa \| Clasificación de la etapa \| Clasificación de la etapa \| Clasificación de la etapa \| Clasificación de la etapa \| \| Ciclista \| Ciclista \| Equipo \| Tiempo \| \| \| ------------------------- \| ------------------------- \| ------------------------- \| ------------------------- \| ------------------------- \| \| 1.º \| Jan Tratnik \| Bahrain-Merida \| 5 min 06 s \| \| \| 2.º \| Primož Roglič \| Team Jumbo-Visma \| + 1 s \| \| \| 3.º \| Tom Bohli \| UAE Team Emirates \| + 1 s \| \| \| 4.º \| Tony Martin \| Team Jumbo-Visma \| + 4 s \| \| \| 5.º \| Geraint Thomas \| Team Ineos \| + 4 s \| \| \| 6.º \| Alex Dowsett \| Katusha-Alpecin \| + 4 s \| \| \| 7.º \| Stefan Küng \| Groupama-FDJ \| + 5 s \| \| \| 8.º \| Carlos Betancur \| Movistar Team \| + 5 s \| \| \| 9.º \| Maciej Bodnar \| Bora-Hansgrohe \| + 5 s \| \| \| 10.º \| Rui Alberto Costa \| UAE Team Emirates \| + 5 s \| \| |                   |                   |            |
| |                   |                   |            |
| Fuente: ProCyclingStats |                   |                   |            |
| Clasificación de la etapa |                   |                   |            |
| Ciclista | Ciclista          | Equipo            | Tiempo     |
| 1.º | Jan Tratnik       | Bahrain-Merida    | 5 min 06 s |
| 2.º | Primož Roglič     | Team Jumbo-Visma  | + 1 s      |
| 3.º | Tom Bohli         | UAE Team Emirates | + 1 s      |
| 4.º | Tony Martin       | Team Jumbo-Visma  | + 4 s      |
| 5.º | Geraint Thomas    | Team Ineos        | + 4 s      |
| 6.º | Alex Dowsett      | Katusha-Alpecin   | + 4 s      |
| 7.º | Stefan Küng       | Groupama-FDJ      | + 5 s      |
| 8.º | Carlos Betancur   | Movistar Team     | + 5 s      |
| 9.º | Maciej Bodnar     | Bora-Hansgrohe    | + 5 s      |
| 10.º | Rui Alberto Costa | UAE Team Emirates | + 5 s      |

| \| Clasificación general \| Clasificación general \| Clasificación general \| Clasificación general \| Clasificación general \| \| Ciclista \| Ciclista \| Equipo \| Tiempo \| \| \| --------------------- \| --------------------- \| --------------------- \| --------------------- \| --------------------- \| \| 1.º \| Jan Tratnik \| Bahrain-Merida \| 5 min 06 s \| \| \| 2.º \| Primož Roglič \| Team Jumbo-Visma \| + 1 s \| \| \| 3.º \| Tom Bohli \| UAE Team Emirates \| + 1 s \| \| \| 4.º \| Tony Martin \| Team Jumbo-Visma \| + 4 s \| \| \| 5.º \| Geraint Thomas \| Team Ineos \| + 4 s \| \| \| 6.º \| Alex Dowsett \| Katusha-Alpecin \| + 4 s \| \| \| 7.º \| Stefan Küng \| Groupama-FDJ \| + 5 s \| \| \| 8.º \| Carlos Betancur \| Movistar Team \| + 5 s \| \| \| 9.º \| Maciej Bodnar \| Bora-Hansgrohe \| + 5 s \| \| \| 10.º \| Rui Alberto Costa \| UAE Team Emirates \| + 5 s \| \| |                   |                   |            |
| |                   |                   |            |
| Fuente: ProCyclingStats |                   |                   |            |
| Clasificación general |                   |                   |            |
| Ciclista | Ciclista          | Equipo            | Tiempo     |
| 1.º | Jan Tratnik       | Bahrain-Merida    | 5 min 06 s |
| 2.º | Primož Roglič     | Team Jumbo-Visma  | + 1 s      |
| 3.º | Tom Bohli         | UAE Team Emirates | + 1 s      |
| 4.º | Tony Martin       | Team Jumbo-Visma  | + 4 s      |
| 5.º | Geraint Thomas    | Team Ineos        | + 4 s      |
| 6.º | Alex Dowsett      | Katusha-Alpecin   | + 4 s      |
| 7.º | Stefan Küng       | Groupama-FDJ      | + 5 s      |
| 8.º | Carlos Betancur   | Movistar Team     | + 5 s      |
| 9.º | Maciej Bodnar     | Bora-Hansgrohe    | + 5 s      |
| 10.º | Rui Alberto Costa | UAE Team Emirates | + 5 s      |

### 1.ª etapa
| Neuchâtel - La Chaux-de-Fonds | etapa de media montaña | (168,4 km) |

| \| Clasificación de la etapa \| Clasificación de la etapa \| Clasificación de la etapa \| Clasificación de la etapa \| Clasificación de la etapa \| \| Ciclista \| Ciclista \| Equipo \| Tiempo \| \| \| ------------------------- \| ------------------------- \| ------------------------- \| ------------------------- \| ------------------------- \| \| 1.º \| Primož Roglič \| Team Jumbo-Visma \| 4 h 15 min 18 s \| \| \| 2.º \| David Gaudu \| Groupama-FDJ \| + 0 s \| \| \| 3.º \| Rui Alberto Costa \| UAE Team Emirates \| + 0 s \| \| \| 4.º \| Michael Woods \| EF Education First \| + 0 s \| \| \| 5.º \| Damien Howson \| Mitchelton-Scott \| + 0 s \| \| \| 6.º \| Carl Fredrik Hagen \| Lotto-Soudal \| + 0 s \| \| \| 7.º \| Eduardo Sepúlveda \| Movistar Team \| + 0 s \| \| \| 8.º \| Jan Hirt \| Astana \| + 0 s \| \| \| 9.º \| Felix Großschartner \| Bora-Hansgrohe \| + 0 s \| \| \| 10.º \| Guillaume Martin \| Wanty-Gobert \| + 0 s \| \| |                     |                    |                 |
| |                     |                    |                 |
| Fuente: ProCyclingStats |                     |                    |                 |
| Clasificación de la etapa |                     |                    |                 |
| Ciclista | Ciclista            | Equipo             | Tiempo          |
| 1.º | Primož Roglič       | Team Jumbo-Visma   | 4 h 15 min 18 s |
| 2.º | David Gaudu         | Groupama-FDJ       | + 0 s           |
| 3.º | Rui Alberto Costa   | UAE Team Emirates  | + 0 s           |
| 4.º | Michael Woods       | EF Education First | + 0 s           |
| 5.º | Damien Howson       | Mitchelton-Scott   | + 0 s           |
| 6.º | Carl Fredrik Hagen  | Lotto-Soudal       | + 0 s           |
| 7.º | Eduardo Sepúlveda   | Movistar Team      | + 0 s           |
| 8.º | Jan Hirt            | Astana             | + 0 s           |
| 9.º | Felix Großschartner | Bora-Hansgrohe     | + 0 s           |
| 10.º | Guillaume Martin    | Wanty-Gobert       | + 0 s           |

| \| Clasificación general \| Clasificación general \| Clasificación general \| Clasificación general \| Clasificación general \| \| Ciclista \| Ciclista \| Equipo \| Tiempo \| \| \| --------------------- \| --------------------- \| --------------------- \| --------------------- \| --------------------- \| \| 1.º \| Primož Roglič \| Team Jumbo-Visma \| 4 h 20 min 15 s \| \| \| 2.º \| Rui Alberto Costa \| UAE Team Emirates \| + 10 s \| \| \| 3.º \| David Gaudu \| Groupama-FDJ \| + 12 s \| \| \| 4.º \| Geraint Thomas \| Team Ineos \| + 13 s \| \| \| 5.º \| Carlos Betancur \| Movistar Team \| + 14 s \| \| \| 6.º \| Felix Großschartner \| Bora-Hansgrohe \| + 15 s \| \| \| 7.º \| Steven Kruijswijk \| Team Jumbo-Visma \| + 17 s \| \| \| 8.º \| James Knox \| Deceuninck-Quick Step \| + 18 s \| \| \| 9.º \| Damien Howson \| Mitchelton-Scott \| + 18 s \| \| \| 10.º \| Winner Anacona \| Movistar Team \| + 19 s \| \| |                     |                       |                 |
| |                     |                       |                 |
| Fuente: ProCyclingStats |                     |                       |                 |
| Clasificación general |                     |                       |                 |
| Ciclista | Ciclista            | Equipo                | Tiempo          |
| 1.º | Primož Roglič       | Team Jumbo-Visma      | 4 h 20 min 15 s |
| 2.º | Rui Alberto Costa   | UAE Team Emirates     | + 10 s          |
| 3.º | David Gaudu         | Groupama-FDJ          | + 12 s          |
| 4.º | Geraint Thomas      | Team Ineos            | + 13 s          |
| 5.º | Carlos Betancur     | Movistar Team         | + 14 s          |
| 6.º | Felix Großschartner | Bora-Hansgrohe        | + 15 s          |
| 7.º | Steven Kruijswijk   | Team Jumbo-Visma      | + 17 s          |
| 8.º | James Knox          | Deceuninck-Quick Step | + 18 s          |
| 9.º | Damien Howson       | Mitchelton-Scott      | + 18 s          |
| 10.º | Winner Anacona      | Movistar Team         | + 19 s          |

### 2.ª etapa
| Le Locle - Morges | etapa de media montaña | (174,4 km) |

| \| Clasificación de la etapa \| Clasificación de la etapa \| Clasificación de la etapa \| Clasificación de la etapa \| Clasificación de la etapa \| \| Ciclista \| Ciclista \| Equipo \| Tiempo \| \| \| ------------------------- \| ------------------------- \| ------------------------- \| ------------------------- \| ------------------------- \| \| 1.º \| Stefan Küng \| Groupama-FDJ \| 4 h 10 min 59 s \| \| \| 2.º \| Sam Bennett \| Bora-Hansgrohe \| + 59 s \| \| \| 3.º \| Sonny Colbrelli \| Bahrain-Merida \| + 59 s \| \| \| 4.º \| Simone Consonni \| UAE Team Emirates \| + 59 s \| \| \| 5.º \| Elia Viviani \| Deceuninck-Quick Step \| + 59 s \| \| \| 6.º \| Patrick Bevin \| CCC Team \| + 59 s \| \| \| 7.º \| Michael Albasini \| Mitchelton-Scott \| + 59 s \| \| \| 8.º \| Viacheslav Kuznetsov \| Katusha-Alpecin \| + 59 s \| \| \| 9.º \| Giacomo Nizzolo \| Dimension Data \| + 59 s \| \| \| 10.º \| Andrea Pasqualon \| Wanty-Gobert \| + 59 s \| \| |                      |                       |                 |
| |                      |                       |                 |
| Fuente: ProCyclingStats |                      |                       |                 |
| Clasificación de la etapa |                      |                       |                 |
| Ciclista | Ciclista             | Equipo                | Tiempo          |
| 1.º | Stefan Küng          | Groupama-FDJ          | 4 h 10 min 59 s |
| 2.º | Sam Bennett          | Bora-Hansgrohe        | + 59 s          |
| 3.º | Sonny Colbrelli      | Bahrain-Merida        | + 59 s          |
| 4.º | Simone Consonni      | UAE Team Emirates     | + 59 s          |
| 5.º | Elia Viviani         | Deceuninck-Quick Step | + 59 s          |
| 6.º | Patrick Bevin        | CCC Team              | + 59 s          |
| 7.º | Michael Albasini     | Mitchelton-Scott      | + 59 s          |
| 8.º | Viacheslav Kuznetsov | Katusha-Alpecin       | + 59 s          |
| 9.º | Giacomo Nizzolo      | Dimension Data        | + 59 s          |
| 10.º | Andrea Pasqualon     | Wanty-Gobert          | + 59 s          |

| \| Clasificación general \| Clasificación general \| Clasificación general \| Clasificación general \| Clasificación general \| \| Ciclista \| Ciclista \| Equipo \| Tiempo \| \| \| --------------------- \| --------------------- \| --------------------- \| --------------------- \| --------------------- \| \| 1.º \| Primož Roglič \| Team Jumbo-Visma \| 8 h 32 min 13 s \| \| \| 2.º \| Rui Alberto Costa \| UAE Team Emirates \| + 10 s \| \| \| 3.º \| David Gaudu \| Groupama-FDJ \| + 12 s \| \| \| 4.º \| Geraint Thomas \| Team Ineos \| + 13 s \| \| \| 5.º \| Carlos Betancur \| Movistar Team \| + 14 s \| \| \| 6.º \| Felix Großschartner \| Bora-Hansgrohe \| + 15 s \| \| \| 7.º \| Steven Kruijswijk \| Team Jumbo-Visma \| + 17 s \| \| \| 8.º \| James Knox \| Deceuninck-Quick Step \| + 18 s \| \| \| 9.º \| Damien Howson \| Mitchelton-Scott \| + 18 s \| \| \| 10.º \| Winner Anacona \| Movistar Team \| + 19 s \| \| |                     |                       |                 |
| |                     |                       |                 |
| Fuente: ProCyclingStats |                     |                       |                 |
| Clasificación general |                     |                       |                 |
| Ciclista | Ciclista            | Equipo                | Tiempo          |
| 1.º | Primož Roglič       | Team Jumbo-Visma      | 8 h 32 min 13 s |
| 2.º | Rui Alberto Costa   | UAE Team Emirates     | + 10 s          |
| 3.º | David Gaudu         | Groupama-FDJ          | + 12 s          |
| 4.º | Geraint Thomas      | Team Ineos            | + 13 s          |
| 5.º | Carlos Betancur     | Movistar Team         | + 14 s          |
| 6.º | Felix Großschartner | Bora-Hansgrohe        | + 15 s          |
| 7.º | Steven Kruijswijk   | Team Jumbo-Visma      | + 17 s          |
| 8.º | James Knox          | Deceuninck-Quick Step | + 18 s          |
| 9.º | Damien Howson       | Mitchelton-Scott      | + 18 s          |
| 10.º | Winner Anacona      | Movistar Team         | + 19 s          |

### 3.ª etapa
| Romont - Romont | etapa de montaña | (160 km) |

| \| Clasificación de la etapa \| Clasificación de la etapa \| Clasificación de la etapa \| Clasificación de la etapa \| Clasificación de la etapa \| \| Ciclista \| Ciclista \| Equipo \| Tiempo \| \| \| ------------------------- \| ------------------------- \| ------------------------- \| ------------------------- \| ------------------------- \| \| 1.º \| David Gaudu \| Groupama-FDJ \| 3 h 50 min 53 s \| \| \| 2.º \| Rui Alberto Costa \| UAE Team Emirates \| + 0 s \| \| \| 3.º \| Primož Roglič \| Team Jumbo-Visma \| + 0 s \| \| \| 4.º \| Michael Woods \| EF Education First \| + 0 s \| \| \| 5.º \| Felix Großschartner \| Bora-Hansgrohe \| + 0 s \| \| \| 6.º \| Guillaume Martin \| Wanty-Gobert \| + 3 s \| \| \| 7.º \| Emanuel Buchmann \| Bora-Hansgrohe \| + 3 s \| \| \| 8.º \| Davide Villella \| Astana \| + 3 s \| \| \| 9.º \| Carl Fredrik Hagen \| Lotto-Soudal \| + 3 s \| \| \| 10.º \| Damien Howson \| Mitchelton-Scott \| + 3 s \| \| |                     |                    |                 |
| |                     |                    |                 |
| Fuente: ProCyclingStats |                     |                    |                 |
| Clasificación de la etapa |                     |                    |                 |
| Ciclista | Ciclista            | Equipo             | Tiempo          |
| 1.º | David Gaudu         | Groupama-FDJ       | 3 h 50 min 53 s |
| 2.º | Rui Alberto Costa   | UAE Team Emirates  | + 0 s           |
| 3.º | Primož Roglič       | Team Jumbo-Visma   | + 0 s           |
| 4.º | Michael Woods       | EF Education First | + 0 s           |
| 5.º | Felix Großschartner | Bora-Hansgrohe     | + 0 s           |
| 6.º | Guillaume Martin    | Wanty-Gobert       | + 3 s           |
| 7.º | Emanuel Buchmann    | Bora-Hansgrohe     | + 3 s           |
| 8.º | Davide Villella     | Astana             | + 3 s           |
| 9.º | Carl Fredrik Hagen  | Lotto-Soudal       | + 3 s           |
| 10.º | Damien Howson       | Mitchelton-Scott   | + 3 s           |

| \| Clasificación general \| Clasificación general \| Clasificación general \| Clasificación general \| Clasificación general \| \| Ciclista \| Ciclista \| Equipo \| Tiempo \| \| \| --------------------- \| --------------------- \| --------------------- \| --------------------- \| --------------------- \| \| 1.º \| Primož Roglič \| Team Jumbo-Visma \| 12 h 23 min 02 s \| \| \| 2.º \| David Gaudu \| Groupama-FDJ \| + 6 s \| \| \| 3.º \| Rui Alberto Costa \| UAE Team Emirates \| + 8 s \| \| \| 4.º \| Felix Großschartner \| Bora-Hansgrohe \| + 19 s \| \| \| 5.º \| Geraint Thomas \| Team Ineos \| + 20 s \| \| \| 6.º \| Carlos Betancur \| Movistar Team \| + 21 s \| \| \| 7.º \| Damien Howson \| Mitchelton-Scott \| + 25 s \| \| \| 8.º \| Steven Kruijswijk \| Team Jumbo-Visma \| + 27 s \| \| \| 9.º \| Michael Woods \| EF Education First \| + 28 s \| \| \| 10.º \| Emanuel Buchmann \| Bora-Hansgrohe \| + 29 s \| \| |                     |                    |                  |
| |                     |                    |                  |
| Fuente: ProCyclingStats |                     |                    |                  |
| Clasificación general |                     |                    |                  |
| Ciclista | Ciclista            | Equipo             | Tiempo           |
| 1.º | Primož Roglič       | Team Jumbo-Visma   | 12 h 23 min 02 s |
| 2.º | David Gaudu         | Groupama-FDJ       | + 6 s            |
| 3.º | Rui Alberto Costa   | UAE Team Emirates  | + 8 s            |
| 4.º | Felix Großschartner | Bora-Hansgrohe     | + 19 s           |
| 5.º | Geraint Thomas      | Team Ineos         | + 20 s           |
| 6.º | Carlos Betancur     | Movistar Team      | + 21 s           |
| 7.º | Damien Howson       | Mitchelton-Scott   | + 25 s           |
| 8.º | Steven Kruijswijk   | Team Jumbo-Visma   | + 27 s           |
| 9.º | Michael Woods       | EF Education First | + 28 s           |
| 10.º | Emanuel Buchmann    | Bora-Hansgrohe     | + 29 s           |

### 4.ª etapa
| Lucens - Torgon | etapa de montaña | (107,6 km) |

| \| Clasificación de la etapa \| Clasificación de la etapa \| Clasificación de la etapa \| Clasificación de la etapa \| Clasificación de la etapa \| \| Ciclista \| Ciclista \| Equipo \| Tiempo \| \| \| ------------------------- \| ------------------------- \| ------------------------- \| ------------------------- \| ------------------------- \| \| 1.º \| Primož Roglič \| Team Jumbo-Visma \| 2 h 42 min 21 s \| \| \| 2.º \| Rui Alberto Costa \| UAE Team Emirates \| + 0 s \| \| \| 3.º \| Geraint Thomas \| Team Ineos \| + 0 s \| \| \| 4.º \| Michael Woods \| EF Education First \| + 0 s \| \| \| 5.º \| David Gaudu \| Groupama-FDJ \| + 0 s \| \| \| 6.º \| Felix Großschartner \| Bora-Hansgrohe \| + 0 s \| \| \| 7.º \| Jan Hirt \| Astana \| + 0 s \| \| \| 8.º \| Emanuel Buchmann \| Bora-Hansgrohe \| + 0 s \| \| \| 9.º \| Steven Kruijswijk \| Team Jumbo-Visma \| + 0 s \| \| \| 10.º \| Ilnur Zakarin \| Katusha-Alpecin \| + 0 s \| \| |                     |                    |                 |
| |                     |                    |                 |
| Fuente: ProCyclingStats |                     |                    |                 |
| Clasificación de la etapa |                     |                    |                 |
| Ciclista | Ciclista            | Equipo             | Tiempo          |
| 1.º | Primož Roglič       | Team Jumbo-Visma   | 2 h 42 min 21 s |
| 2.º | Rui Alberto Costa   | UAE Team Emirates  | + 0 s           |
| 3.º | Geraint Thomas      | Team Ineos         | + 0 s           |
| 4.º | Michael Woods       | EF Education First | + 0 s           |
| 5.º | David Gaudu         | Groupama-FDJ       | + 0 s           |
| 6.º | Felix Großschartner | Bora-Hansgrohe     | + 0 s           |
| 7.º | Jan Hirt            | Astana             | + 0 s           |
| 8.º | Emanuel Buchmann    | Bora-Hansgrohe     | + 0 s           |
| 9.º | Steven Kruijswijk   | Team Jumbo-Visma   | + 0 s           |
| 10.º | Ilnur Zakarin       | Katusha-Alpecin    | + 0 s           |

| \| Clasificación general \| Clasificación general \| Clasificación general \| Clasificación general \| Clasificación general \| \| Ciclista \| Ciclista \| Equipo \| Tiempo \| \| \| --------------------- \| --------------------- \| --------------------- \| --------------------- \| --------------------- \| \| 1.º \| Primož Roglič \| Team Jumbo-Visma \| 15 h 05 min 13 s \| \| \| 2.º \| Rui Alberto Costa \| UAE Team Emirates \| + 12 s \| \| \| 3.º \| David Gaudu \| Groupama-FDJ \| + 16 s \| \| \| 4.º \| Geraint Thomas \| Team Ineos \| + 26 s \| \| \| 5.º \| Felix Großschartner \| Bora-Hansgrohe \| + 29 s \| \| \| 6.º \| Steven Kruijswijk \| Team Jumbo-Visma \| + 37 s \| \| \| 7.º \| Michael Woods \| EF Education First \| + 38 s \| \| \| 8.º \| Emanuel Buchmann \| Bora-Hansgrohe \| + 39 s \| \| \| 9.º \| Carlos Betancur \| Movistar Team \| + 57 s \| \| \| 10.º \| Simon Špilak \| Katusha-Alpecin \| + 1 min 00 s \| \| |                     |                    |                  |
| |                     |                    |                  |
| Fuente: ProCyclingStats |                     |                    |                  |
| Clasificación general |                     |                    |                  |
| Ciclista | Ciclista            | Equipo             | Tiempo           |
| 1.º | Primož Roglič       | Team Jumbo-Visma   | 15 h 05 min 13 s |
| 2.º | Rui Alberto Costa   | UAE Team Emirates  | + 12 s           |
| 3.º | David Gaudu         | Groupama-FDJ       | + 16 s           |
| 4.º | Geraint Thomas      | Team Ineos         | + 26 s           |
| 5.º | Felix Großschartner | Bora-Hansgrohe     | + 29 s           |
| 6.º | Steven Kruijswijk   | Team Jumbo-Visma   | + 37 s           |
| 7.º | Michael Woods       | EF Education First | + 38 s           |
| 8.º | Emanuel Buchmann    | Bora-Hansgrohe     | + 39 s           |
| 9.º | Carlos Betancur     | Movistar Team      | + 57 s           |
| 10.º | Simon Špilak        | Katusha-Alpecin    | + 1 min 00 s     |

### 5.ª etapa
| Ginebra - Ginebra | contrarreloj individual | (16,85 km) |

| \| Clasificación de la etapa \| Clasificación de la etapa \| Clasificación de la etapa \| Clasificación de la etapa \| Clasificación de la etapa \| \| Ciclista \| Ciclista \| Equipo \| Tiempo \| \| \| ------------------------- \| ------------------------- \| ------------------------- \| ------------------------- \| ------------------------- \| \| 1.º \| Primož Roglič \| Team Jumbo-Visma \| 19 min 58 s \| \| \| 2.º \| Victor Campenaerts \| Lotto-Soudal \| + 13 s \| \| \| 3.º \| Filippo Ganna \| Team Ineos \| + 15 s \| \| \| 4.º \| Patrick Bevin \| CCC Team \| + 16 s \| \| \| 5.º \| Tony Martin \| Team Jumbo-Visma \| + 16 s \| \| \| 6.º \| Stefan Küng \| Groupama-FDJ \| + 22 s \| \| \| 7.º \| Rui Alberto Costa \| UAE Team Emirates \| + 37 s \| \| \| 8.º \| William Barta \| CCC Team \| + 43 s \| \| \| 9.º \| Felix Großschartner \| Bora-Hansgrohe \| + 44 s \| \| \| 10.º \| Geraint Thomas \| Team Ineos \| + 46 s \| \| |                     |                   |             |
| |                     |                   |             |
| Fuente: ProCyclingStats |                     |                   |             |
| Clasificación de la etapa |                     |                   |             |
| Ciclista | Ciclista            | Equipo            | Tiempo      |
| 1.º | Primož Roglič       | Team Jumbo-Visma  | 19 min 58 s |
| 2.º | Victor Campenaerts  | Lotto-Soudal      | + 13 s      |
| 3.º | Filippo Ganna       | Team Ineos        | + 15 s      |
| 4.º | Patrick Bevin       | CCC Team          | + 16 s      |
| 5.º | Tony Martin         | Team Jumbo-Visma  | + 16 s      |
| 6.º | Stefan Küng         | Groupama-FDJ      | + 22 s      |
| 7.º | Rui Alberto Costa   | UAE Team Emirates | + 37 s      |
| 8.º | William Barta       | CCC Team          | + 43 s      |
| 9.º | Felix Großschartner | Bora-Hansgrohe    | + 44 s      |
| 10.º | Geraint Thomas      | Team Ineos        | + 46 s      |

## Clasificaciones finales
- Las clasificaciones finalizaron de la siguiente forma:[2]

### Clasificación general
| \| Clasificación general \| Clasificación general \| Clasificación general \| Clasificación general \| Clasificación general \| \| Ciclista \| Ciclista \| Equipo \| Tiempo \| \| \| --------------------- \| --------------------- \| --------------------- \| --------------------- \| --------------------- \| \| 1.º \| Primož Roglič \| Team Jumbo-Visma \| 15 h 25 min 11 s \| \| \| 2.º \| Rui Alberto Costa \| UAE Team Emirates \| + 49 s \| \| \| 3.º \| Geraint Thomas \| Team Ineos \| + 1 min 12 s \| \| \| 4.º \| Felix Großschartner \| Bora-Hansgrohe \| + 1 min 13 s \| \| \| 5.º \| David Gaudu \| Groupama-FDJ \| + 1 min 17 s \| \| \| 6.º \| Steven Kruijswijk \| Team Jumbo-Visma \| + 1 min 33 s \| \| \| 7.º \| Emanuel Buchmann \| Bora-Hansgrohe \| + 1 min 35 s \| \| \| 8.º \| Ilnur Zakarin \| Katusha-Alpecin \| + 2 min 00 s \| \| \| 9.º \| Simon Špilak \| Katusha-Alpecin \| + 2 min 08 s \| \| \| 10.º \| Michael Woods \| EF Education First \| + 2 min 18 s \| \| |                     |                    |                  |
| |                     |                    |                  |
| Fuente: ProCyclingStats |                     |                    |                  |
| Clasificación general |                     |                    |                  |
| Ciclista | Ciclista            | Equipo             | Tiempo           |
| 1.º | Primož Roglič       | Team Jumbo-Visma   | 15 h 25 min 11 s |
| 2.º | Rui Alberto Costa   | UAE Team Emirates  | + 49 s           |
| 3.º | Geraint Thomas      | Team Ineos         | + 1 min 12 s     |
| 4.º | Felix Großschartner | Bora-Hansgrohe     | + 1 min 13 s     |
| 5.º | David Gaudu         | Groupama-FDJ       | + 1 min 17 s     |
| 6.º | Steven Kruijswijk   | Team Jumbo-Visma   | + 1 min 33 s     |
| 7.º | Emanuel Buchmann    | Bora-Hansgrohe     | + 1 min 35 s     |
| 8.º | Ilnur Zakarin       | Katusha-Alpecin    | + 2 min 00 s     |
| 9.º | Simon Špilak        | Katusha-Alpecin    | + 2 min 08 s     |
| 10.º | Michael Woods       | EF Education First | + 2 min 18 s     |

### Clasificación por puntos
| Clasificación por puntos | Clasificación por puntos | Clasificación por puntos | Clasificación por puntos | Clasificación por puntos |
| Ciclista                 | Ciclista                 | Equipo                   | Puntos                   |                          |
| ------------------------ | ------------------------ | ------------------------ | ------------------------ | ------------------------ |
| 1.º                      | Primož Roglič            | Team Jumbo-Visma         | 155 pts                  |                          |
| 2.º                      | Rui Alberto Costa        | UAE Team Emirates        | 105 pts                  |                          |
| 3.º                      | Stefan Küng              | Groupama-FDJ             | 103 pts                  |                          |
| 4.º                      | David Gaudu              | Groupama-FDJ             | 97 pts                   |                          |
| 5.º                      | Michael Woods            | EF Education First       | 55 pts                   |                          |
| 6.º                      | Felix Großschartner      | Bora-Hansgrohe           | 52 pts                   |                          |
| 7.º                      | Claudio Imhof            | Suiza                    | 50 pts                   |                          |
| 8.º                      | Geraint Thomas           | Team Ineos               | 49 pts                   |                          |
| 9.º                      | Emanuel Buchmann         | Bora-Hansgrohe           | 44 pts                   |                          |
| 10.º                     | Patrick Bevin            | CCC Team                 | 39 pts                   |                          |

### Clasificación de la montaña
| Clasificación de la montaña | Clasificación de la montaña | Clasificación de la montaña | Clasificación de la montaña | Clasificación de la montaña |
| Ciclista                    | Ciclista                    | Equipo                      | Puntos                      |                             |
| --------------------------- | --------------------------- | --------------------------- | --------------------------- | --------------------------- |
| 1.º                         | Simon Pellaud               | Suiza                       | 51 pts                      |                             |
| 2.º                         | Steven Kruijswijk           | Team Jumbo-Visma            | 24 pts                      |                             |
| 3.º                         | Diego Rosa                  | Team Ineos                  | 22 pts                      |                             |
| 4.º                         | David Gaudu                 | Groupama-FDJ                | 16 pts                      |                             |
| 5.º                         | Patrick Schelling           | Suiza                       | 16 pts                      |                             |
| 6.º                         | Geraint Thomas              | Team Ineos                  | 14 pts                      |                             |
| 7.º                         | Primož Roglič               | Team Jumbo-Visma            | 12 pts                      |                             |
| 8.º                         | Stefan Küng                 | Groupama-FDJ                | 11 pts                      |                             |
| 9.º                         | Alexis Gougeard             | AG2R La Mondiale            | 11 pts                      |                             |
| 10.º                        | Hugh Carthy                 | EF Education First          | 10 pts                      |                             |

### Clasificación de los jóvenes
| Clasificación del mejor joven | Clasificación del mejor joven | Clasificación del mejor joven | Clasificación del mejor joven | Clasificación del mejor joven |
| Ciclista                      | Ciclista                      | Equipo                        | Tiempo                        |                               |
| ----------------------------- | ----------------------------- | ----------------------------- | ----------------------------- | ----------------------------- |
| 1.º                           | David Gaudu                   | Groupama-FDJ                  | 15 h 26 min 28 s              |                               |
| 2.º                           | James Knox                    | Deceuninck-Quick Step         | + 1 min 17 s                  |                               |
| 3.º                           | Daniel Felipe Martínez        | EF Education First            | + 4 min 07 s                  |                               |
| 4.º                           | Niklas Eg                     | Trek-Segafredo                | + 6 min 08 s                  |                               |
| 5.º                           | Jaime Castrillo               | Movistar Team                 | + 13 min 36 s                 |                               |
| 6.º                           | Jonas Gregaard                | Astana                        | + 15 min 31 s                 |                               |
| 7.º                           | Michael Storer                | Team Sunweb                   | + 17 min 50 s                 |                               |
| 8.º                           | Florian Stork                 | Team Sunweb                   | + 26 min 00 s                 |                               |
| 9.º                           | Benjamin Thomas               | Groupama-FDJ                  | + 27 min 02 s                 |                               |
| 10.º                          | Jonas Vingegaard              | Team Jumbo-Visma              | + 27 min 39 s                 |                               |

### Clasificación por equipos
| Clasificación por equipos | Clasificación por equipos | Clasificación por equipos | Clasificación por equipos |
| Equipo                    | Equipo                    | Tiempo                    |                           |
| ------------------------- | ------------------------- | ------------------------- | ------------------------- |
| 1.º                       | EF Education First        | 46 h 23 min 17 s          |                           |
| 2.º                       | Movistar Team             | + 43 s                    |                           |
| 3.º                       | CCC Team                  | + 4 min 38 s              |                           |
| 4.º                       | Groupama-FDJ              | + 6 min 14 s              |                           |
| 5.º                       | Team Jumbo-Visma          | + 6 min 52 s              |                           |
| 6.º                       | Astana                    | + 8 min 13 s              |                           |
| 7.º                       | AG2R La Mondiale          | + 8 min 57 s              |                           |
| 8.º                       | Trek-Segafredo            | + 10 min 12 s             |                           |
| 9.º                       | Ineos                     | + 11 min 54 s             |                           |
| 10.º                      | UAE Team Emirates         | + 12 min 45 s             |                           |

## Evolución de las clasificaciones
| Etapa                   | Vencedor                | Clasificación general | Clasificación por puntos | Clasificación de la montaña | Clasificación de los jóvenes | Premio de la combatividad | Clasificación por equipos |
| ----------------------- | ----------------------- | --------------------- | ------------------------ | --------------------------- | ---------------------------- | ------------------------- | ------------------------- |
| Prólogo                 | Jan Tratnik             | Jan Tratnik           | Jan Tratnik              | no otorgada                 | Benjamin Thomas              | no otorgado               | Jumbo-Visma               |
| 1.ª                     | Primož Roglič           | Primož Roglič         | Primož Roglič            | Simon Pellaud               | David Gaudu                  | Simon Pellaud             | Movistar                  |
| 2.ª                     | Stefan Küng             | Primož Roglič         | Stefan Küng              | Simon Pellaud               | David Gaudu                  | Stefan Küng               | Movistar                  |
| 3.ª                     | David Gaudu             | Primož Roglič         | Primož Roglič            | Simon Pellaud               | David Gaudu                  | Roland Thalmann           | Movistar                  |
| 4.ª                     | Primož Roglič           | Primož Roglič         | Primož Roglič            | Simon Pellaud               | David Gaudu                  | Simon Pellaud             | EF Education First        |
| 5.ª                     | Primož Roglič           | Primož Roglič         | Primož Roglič            | Simon Pellaud               | David Gaudu                  | no otorgado               | EF Education First        |
| Clasificaciones finales | Clasificaciones finales | Primož Roglič         | Primož Roglič            | Simon Pellaud               | David Gaudu                  | no otorgado               | EF Education First        |

## UCI World Ranking
El Tour de Romandía otorgó puntos para el UCI World Ranking para corredores de los equipos en las categorías UCI WorldTeam, Profesional Continental y Equipos Continentales. Las siguientes tablas muestran el baremo de puntuación y los 10 corredores que obtuvieron más puntos:
| Posición              | 1.º | 2.º | 3.º | 4.º | 5.º | 6.º | 7.º | 8.º | 9.º | 10.º | 11.º | 12.º | 13.º | 14.º | 15.º | 16.º-20.º | 21.º-30.º | 31.º-50.º | 51.º-55.º | 56.º-60.º |
| Clasificación general | 500 | 400 | 325 | 275 | 225 | 175 | 150 | 125 | 100 | 85   | 70   | 60   | 50   | 40   | 35   | 30        | 20        | 10        | 5         | 3         |
| Por etapa             | 60  | 25  | 10  |     |     |     |     |     |     |      |      |      |      |      |      |           |           |           |           |           |
| Líder                 | 10  |     |     |     |     |     |     |     |     |      |      |      |      |      |      |           |           |           |           |           |

| Clasificación |                     |                    |         |       |       |       |
| Ciclista      | Ciclista            | Equipo             | General | Etapa | Líder | Total |
| ------------- | ------------------- | ------------------ | ------- | ----- | ----- | ----- |
| 1.º           | Primož Roglič       | Jumbo-Visma        | 500     | 215   | 40    | 755   |
| 2.º           | Rui Costa           | UAE Emirates       | 400     | 60    | -     | 460   |
| 3.º           | Geraint Thomas      | INEOS              | 325     | 10    | -     | 335   |
| 4.º           | David Gaudu         | Groupama-FDJ       | 225     | 85    | -     | 310   |
| 5.º           | Felix Großschartner | Bora-Hansgrohe     | 275     | -     | -     | 275   |
| 6.º           | Steven Kruijswijk   | Jumbo-Visma        | 175     | -     | -     | 175   |
| 7.º           | Emanuel Buchmann    | Bora-Hansgrohe     | 150     | -     | -     | 150   |
| 8.º           | Ilnur Zakarin       | Katusha-Alpecin    | 125     | -     | -     | 125   |
| 9.º           | Simon Špilak        | Katusha-Alpecin    | 100     | -     | -     | 100   |
| 10.º          | Michael Woods       | EF Education First | 85      | -     | -     | 85    |